# Ivory II
『Ivory II』（アイボリー・ツー）は、今井美樹の2作目のベスト・アルバム。1993年11月10日発売。発売元はフォーライフ・レコード（現・フォーライフミュージックエンタテイメント）。

## 概要
1作目のベスト『Ivory』以降にリリースのアルバム『retour』『Lluvia』『flow into space』収録楽曲と、シングル「PIECE OF MY WISH」「Blue Moon Blue」「Bluebird」の中からセレクトされた全15曲を収録。選曲は今井自身が行った。累計売上は120万枚。初回パッケージは三方背BOX仕様で、28ページ豪華ブックレット(写真集)が封入された。

### チャート成績
オリコンアルバムチャートで1位を獲得した。

## 収録曲

### CD
| #         | タイトル                      | 作詞                    | 作曲       | 編曲      | 時間  |
| --------- | ----------------------------- | ----------------------- | ---------- | --------- | ----- |
| 1.        | 「retour」                    | 今井美樹                | 柿原朱美   | 佐藤準    | 5:13  |
| 2.        | 「夢の夜」                    | 今井美樹                | 山口美央子 | 佐藤準    | 3:57  |
| 3.        | 「カ・ケ・ヒ・キ 27」         | 今井美樹                | 佐藤準     | 佐藤準    | 4:28  |
| 4.        | 「幸せになりたい」            | 上田知華                | 上田知華   | 佐藤準    | 4:49  |
| 5.        | 「雨にキッスの花束を」        | 岩里祐穂                | KAN        | 佐藤準    | 4:37  |
| 6.        | 「Tea For Two」               | JOBIM TOM 訳詞:今井美樹 | JOBIM TOM  | 佐藤準    | 3:32  |
| 7.        | 「半袖」                      | 岩里祐穂                | 上田知華   | 佐藤準    | 4:43  |
| 8.        | 「PIECE OF MY WISH」          | 岩里祐穂                | 上田知華   | 佐藤準    | 5:35  |
| 9.        | 「Bluebird」                  | 岩里祐穂                | 布袋寅泰   | 布袋寅泰  | 5:01  |
| 10.       | 「The Days I Spent With You」 | 岩里祐穂                | 布袋寅泰   | 久石譲    | 5:49  |
| 11.       | 「Lluvia」                    | 今井美樹                | MAYUMI     | 佐藤準    | 5:14  |
| 12.       | 「amour au chocolat」         | 今井美樹                | 布袋寅泰   | 久石譲    | 5:26  |
| 13.       | 「雪の週末」                  | 岩里祐穂                | 柿原朱美   | 久石譲    | 4:49  |
| 14.       | 「Blue Moon Blue」(Re-mix)    | 岩里祐穂                | 上田知華   | 久石譲    | 4:32  |
| 15.       | 「flow into space」           | 今井美樹                | 上田知華   | 浦田恵司  | 3:52  |
| 合計時間: | 合計時間:                     | 合計時間:               | 合計時間:  | 合計時間: | 72:21 |

### 楽曲解説
1. retour
  - 三洋電機CMソング。アルバム『retour』に収録。
2. 夢の夜
  - アルバム『Lluvia』に収録。
3. カ・ケ・ヒ・キ 27
  - アルバム『retour』に収録。
4. 幸せになりたい
  - アルバム『retour』に収録。
5. 雨にキッスの花束を
  - アルバム『retour』に収録。読売テレビ系アニメーション『YAWARA!』2代目オープニングテーマ。
6. Tea For Two
  - アルバム『Lluvia』に収録。後にシングル「PIECE OF MY WISH」のカップリング曲としてシングルカットされた。
7. 半袖
  - アルバム『retour』に収録。
8. PIECE OF MY WISH
  - 7thシングル表題曲。本人主演のドラマ『あしたがあるから』主題歌。オリジナルアルバム未収録曲。
9. Bluebird
  - 9thシングル表題曲。TBS系『日立 世界・ふしぎ発見!』エンディングテーマ。オリジナルアルバム未収録曲。
10. The Days I Spent With You
  - アルバム『flow into space』に収録。
11. Lluvia
  - アルバム『Lluvia』に収録。
12. amour au chocolat
  - アルバム『flow into space』に収録。後にシングルカット、リミックスされ、9thシングル「Bluebird」のカップリング曲として収録された。
13. 雪の週末
  - アルバム『flow into space』に収録。
14. Blue Moon Blue（Re-mix）
  - アルバム『flow into space』に収録。8thシングル表題曲のリミックス楽曲。
15. flow into space
  - アルバム『flow into space』に収録。